# 服部病院
医療法人社団一陽会 服部病院（いりょうほうじんしゃだんいちようかい はっとりびょういん）は兵庫県三木市にある民間病院である。

## 沿革
- 1967年（昭和42年）3月 - 服部外科病院として開院。
- 1986年（昭和61年） - 服部病院と改称。
- 2004年（平成16年）5月 - ISO9001取得。
- 2004年（平成16年）7月 - 医療法人一陽会開設。

## 診療科
出典
- 内科
- 腎臓内科
- 糖尿病内科
- 消化器内科
- 循環器内科
- 外科・心臓血管外科・人工透析外科
- 透析外科
- 消化器外科
- 脳神経外科
- 脳神経内科
- 整形外科
- 婦人科
- 泌尿器科
- リハビリテーション科
- 放射線科

## 医療機関指定
出典
| 救急告示病院                                        | 保険医療機関                                  |
| 生活保護法指定                                      | 労災保険指定                                  |
| 結核予防法指定                                      | 障害者自立支援法指定（更正医療）              |
| 特定疾患医療機関                                    | 原子爆弾被爆者に係る指定医療機関              |
| 日本透析医学会教育関連施設                          | 日本医療機能評価機構 認定病院（3rdG：ver1.1） |
| 全国健康保険協会 生活習慣病予防検診指定医療機関認定 | 三木市まちづくり健診（個別健診）              |
| 労災保険2次健診指定医療機関                         | 母体保護法指定                                |

## 学会認定施設
出典
| 日本内科学会認定医                 | 日本内科学会総合内科専門医   |
| 日本消化器病学会消化器病専門医     | 日本消化器内視鏡学会専門医   |
| 日本糖尿病学会専門医及び指導医     | 日本腎臓学会専門医及び指導医 |
| 日本透析医学会専門医及び指導医     | 日本外科学会専門医           |
| 日本脳神経外科学会専門医           | 日本脳卒中学会専門医         |
| 日本リハビリテーション医学会認定医 | 日本整形外科学会専門医       |
| 日本産婦人科学会専門医             | 母体保護法指定医             |
| 検診マンモグラフィ読影認定医       |                              |

## 交通アクセス
- 山陽自動車道 三木小野インターチェンジより車で約10分。
- 神戸電鉄粟生線 恵比須駅より徒歩3分。
- 神姫バス 「エビス」バス停よりすぐ。